# Formato académico

Formato de película 35 mm

El formato académico es un formato de película de 35 mm que se conoce con el nombre de 1,37:1 (abreviación de su relación de 1,375:1). Este formato se caracteriza por tener imágenes con cuatro perforaciones a los lados y unas dimensiones de 22 mm de base por 16 mm de altura con una banda de sonido óptico. El formato académico fue normalizado en los Estados Unidos de América en 1932 por la Academia de Artes y Ciencias Cinematográficas como formato estándar de todas las películas, aunque en 1928 ya se había utilizado un formato parecido. 

## Historia
Las primeras películas de la historia del cine, las películas mudas, se filmaron en un formato 4:3, es decir, en una medida 1,33. En este formato cada imagen del frame ocupaba todo el espacio de la cinta negativa que había entre dos filas de cuatro agujeros por banda. De este modo, el espacio entra ambas imágenes era muy estrecho. El problema surgió con la introducción del sonido en el cine, cuando en 1927 salió la primera película sonora: The Jazz Singer. La banda sonora del film se tenía que introducir en una de las dos bandas de los lados de la cinta negativa donde se grababa la película, y en el formato 4:3 no había suficiente espacio, motivo por el cual se cortaron perforaciones en la imagen en formato 1,33. Esto dio una imagen más grande, alrededor del formato de 1,19. Este cambio tan innovador fue un problema por las emisoras con pantallas de medida fija y proyectores estáticos puesto que no estaban adaptados al nuevo formato cinematográfico. 
En vista del cambio de formato, todas las salas de cine optaron en un primer lugar por la reducción de la imagen en formato 1,19 para volver al formato 1,33, aunque los resultados fueron variables puesto que cada cadena de salas de cine tenía su propio formato de reproducción de las películas. En vista de este problema, en noviembre del 1929 todos los estudios estadounidenses se pusieron de acuerdo para utilizar el formato de la Sociedad de Ingenieros de Cine y Televisión, una pantalla de 20,3 mm x 15,2 mm (0,8 x 0,6 pulgadas), volviendo así a una medida de 1,33:1.
Un año más tarde, en 1930, la Academia de las Artes y las Ciencias consideró otros cambios y se propusieron varios nuevos formatos de película. Finalmente, la medida de la apertura del proyector se fijó a 20,9 mm x 15,2 mm (0,825 × 0,6 pulgadas). El formato resultante fue de  1,375:1 conocido también como formato académico. El 9 de mayo de 1932, la Sociedad de Ingenieros de Cine y Televisión adoptó la misma apertura estándar de proyección. 
Todas las películas de los estudios de Hollywood hechas entre 1932 y 1952, fueron hechas en formato de 35 mm, como por ejemplo, Casablanca. Sin embargo, en 1953 apareció la pantalla panorámica, que cautivó toda la industria cinematográfica y todas las productoras empezaron a adaptar sus películas para ampliarlas en formatos 1,66, 1,75 y 1,85.  
Actualmente, aunque el formato académico ya no sea tan utilizado como antes, no ha desaparecido del todo puesto que todavía es utilizado en películas como Elephant (2003), Fish Tank (2009), Meek’s Cutoff (2010), The Artist (2011),  Ida (2013) o First Reformed (2017).

## Detalles técnicos
El formato académico no se crea en la cámara, que ha continuado usando la apertura de cuadro completo para todas las películas de 35 mm con 4 perforaciones. Más bien, se crea en la married print, cuando se añaden la banda sonora y las líneas de separación entre cuadros. A pesar de que la mayoría de las impresiones de la película no-anamórfica con banda sonora están enmarcadas con una de las relaciones de pantalla panorámica no-anamórfica, de 1,66 a 1,85, algunas conservan los cuadros con la medida del formato académico. Entonces, estos cuadros son recortados en proyector por medio de diafragmas colocados en el obturador junto a un objetivo más ancho que puede usarse para la proyección de películas de formato académico.
Durante el rodaje, usar el cuadro de 4 perforaciones para enmarcar una pantalla ancha cuando se usan lentes esféricas, a veces se considera que es un derroche en términos de costo de la película y del procesamiento de esta, especialmente en el caso de la televisión, que no requiere de la impresión de la película. El proceso de despliegue de 3 perforaciones se propuso originalmente en 1973, desarrollado por Miklos Lent en 1976, y posteriormente desarrollado por Rune Ericson en 1986 para resolver este problema.